# Dvůr krále Pétauda
Dvůr krále Pétauda (ve francouzském originále La Cour du roi Pétaud, v češtině hráno v adaptovaném znění pod názvem Král Konfusius IX.) je opéra bouffe o třech dějstvích francouzského skladatele Léa Delibese na libreto Philippa Gilla a Adolpha Jaima. Měla premiéru 24. dubna 1869 v pařížském divadle Théâtre des Variétés.

## Vznik a charakteristika díla
Projekt pro opéru bouffe Dvůr krále Pétauda vznikl původně pro pařížské divadlo Théâtre de l'Athénée v návaznosti na kolektivní operu Marlborough jde do války (prosinec 1867), z níž měla úspěch především část zkomponovaná Léem Delibesem. Když tento plán zhatil brzký bankrot a uzavření tohoto divadla, převzalo toto dílo Théâtre des Variétés. Toto divadlo prožívalo v 60. letech 19. století vrcholnou slávu zejména díky úspěšným premiérám děl Jacquese Offenbacha: Krásná Helena (1864), Modrovous (1866) a Velkovévodkyně z Gerolsteinu (1867). Právě poněkud skomírající kariéru Offenbachovy opéry bouffe Perikola (1868) ukončilo uvedení Delibesova Dvora krále Pétauda.
Libretisty této opéry bouffe byli Delibesův dlouhodobý spolupracovník Philippe-Émile-François Gille (1831–1901), literární kritik časopisu Le Figaro a tajemník Théâtre-Lyrique, a zkušený operetní libretista Adolphe Jaime (vl. jm. Louis-Adolphe Gem, 1825–1901), který pro Delibese už napsal libreta pro Šest slečen na vdávání a Advokáta Griffarda. Gille a Jaime společně navíc napsali společně libreto bezprostředně předcházející Delibesovy operety Skot ze Chatou. Titulní výraz „la cour du roi Pétaud“ ve francouzštině označuje nezvladatelnou situaci, kdy všichni hovoří a nikdo neposlouchá, v češtině něco jako „hotový blázinec“ nebo „blázinec na kolečkách“. 
V díle Léa Delibese se jednalo o významný krok – jeho první tříaktové, tedy celovečerní dílo, které obsahuje předehru, dvě mezihry a 23 zpěvních čísel nejrůznější formy. Hudba je v porovnání s obdobnými díly stejného žánru kultivovaná a rafinovaná a prozrazuje Delibesovo úmyslné směřování k vážnějším žánrům opéra comique a drame lyrique. Příkladem je milostný dvojzpěv princezny Girandoly a prince Léa ze 3. dějství, o kterém Delibes psal svému příteli, divadelnímu manažerovi Camillu du Locleovi: „Mám tam ve třetím aktu jeden duet, který možná bude v Théâtre des Variétés směšný, ale který Ti doporučuji jako vzorek mé pravé noty.“
Dvůr krále Pétauda dosáhl v Théâtre des Variétés 38 představení, což – v porovnání s Offenbachovými triumfy – nebyl vysoký počet, ale ani neúspěch. Muzikolog Jean-Claude Yon to označuje jako „čestnou kariéru“, ale i jako „poloviční úspěch“.
Delibesův Dvůr krále Pétauda se řadí mezi vrcholná díla typu opéra-bouffe na sklonku druhého francouzského císařství. Muzikolog Jean-Claude Yon poukazuje na jeho časové situování mezi situována mezi Hervého Le Petit Faust a Offenbachovy Les Brigands; podle něj je Dvůr krále Pétauda „článkem v evoluci žánru bouffe směrem k opéra comique“.

## Inscenační historie
Jako jediná z Delibesových operet měl Dvůr krále Pétauda ohlas ve střední Evropě. Jako první ho uvedlo 11. prosince 1872 vídeňské divadlo Carltheater. V německém překladu Julia Hoppa se původní název, který odkazoval na francouzské rčení, změnil na Confusius IX. Obsazení vévodili pánové Josef Matras a Karl Blasel jako králové Confusius IX. (překřtěný Pétaud) a Alexibus, Wilhelm Knaack jako rádce Wetterhahn (Volteface) a slečny Eleonora (Lori) Stubelová a Hermine Meyerhoffová jako princ Léo a princezna Girandole.
Byla to úspěšná inscenace; Confusius IX. se hrál již v první sezóně 30krát a byl tak nejúspěšnější operetní premiérou sezóny.
Recenze se pozastavovaly nad libretem, které zůstalo spletité a založené na slovním humoru, přiměřeně lokalizovaném do vídeňštiny, ale o hudbě se vyjadřovaly příznivě. Blätter für Musik, Theater und Kunst psaly: „Úspěch [Krále Konfusia] byl stěží dosažitený. Na tom neměla vinu hudba, která je melodická, zpěvná a zejména ve třetím dějství má krásný účinek, ale překážkou úspěchu je výlučně text. Neznáme původní spolupráci pánů Gilla a Jaima, ale co z toho udělal pan Hopp, hřeší proti jakémukoli vkusu.“ „I když chtěl Delibes tímto dílem jistě kráčet v šlépějích Offenbachových, přesto ho nekopíruje a na četných místech jde vlastní cestou“, psal například Das Freie Blatt. Zvláštní přízeň u obecenstva i kritiky obdržel právě duet milenců ve třetím dějství, kterého si sám Delibes nejvíce považoval.
Následovaly další inscenace, například 14. ledna 1874 ve Štýrském Hradci. Velké obliby se těšila tato opereta v Prešporku (Bratislavě), kde se v 70. letech 19. století hrála jak německy – mj. za hostování sester Lori a Jenny Stuberlových – tak maďarsky, a to poprvé v květnu 1875 a ještě v roce 1891. Předstihla tak i Budapešť, kde byla tato opereta pod věrnějším názvem Petaud király udvara v překladu Jánose Follinuse (1818–1881) hrána poprvé 23. února 1877 v Lidovém divadle (Népszínház).
V moderní době uvedla Krále Pétauda pařížská divadelní společnost Les Brigands, která oživila řadu zapomenutých děl z doby počátků operetního žánru. Vedle samotné Paříže roku 2008 hrála tuto operetu i v jiných francouzských městech (Remeš, Clermont-Ferrand atd.).

### Česko
Dvůr krále Pétauda je dosud jediná Delibesova opereta, která se hrála v českých zemích. V anonymním zpracování vycházejícím z vídeňské verze a pod názvem Král Konfusius IX ji na české jeviště uvedla společnost Pavla Švandy staršího ze Semčic, která se na operetní žánr začínala specializovat. V roce 1876 vyvrcholily spory mezi staročechy a mladočechy ve vedení Prozatímního divadla a převážně staročeské družstvo bylo na jaře 1876 vystřídáno družstvem mladočeským. Staročeské družstvo ihned zřídilo tzv. Národní arénu na Vinohradech, která měla konkurovat přinejmenším letním aktivitám Prozatímního divadla, a její provoz svěřili Švandovi. Ten vedle známého repertoáru uvedl několik novinek, mezi nimiž vynikla právě výpravná opereta Král Konfusius IX.; i když měl premiéru až na sklonku letní sezóny 2. září 1876, stal se s osmi představeními nejhranější inscenací sezóny. Táž společnost odehrála představení Krále Konfusia i na svém původním působišti, Smíchovské aréně.
Po letní sezóně v Praze uvedl Švanda Krále Konfusia IX. i ve svém zimním působišti v Městském divadle v Plzni. Premiéra se konala 20. prosince 1876 a Švanda v tisku nechal oznamovat, že tato opereta „v Praze v Národní aréně nejskvělejších došla výsledků a mnohokráte při plných domech opakována byla“. I v Plzni pak tato opereta podle tisku „skvělého dobyla úspěchu“.
Švandovo divadlo na tuto operetu nezapomnělo ani později; obnovenou premiéru měla ještě 13. března 1908 ve Švandově divadle na Smíchově. V té době však již vkus obecenstva opanovala moderní vídeňská opereta.
Konfusius IX. se v českých zemích hrál i v německé verzi. Poprvé ho jen krátce po Švandově premiéře, totiž 23. září 1876, uvedlo městské divadlo v Brně v budově tehdejšího Prozatímního divadla; titulní roli hrál ředitel divadla Ignaz Czernits. Kritika sice protestovala proti uvádění takových „čirých nesmyslů“ v kulturním stánku, zejména pod označením „komická opera“, ale přece jen ocenila hudbu, zejména tu spojenou s princem Léem a princeznou Girandolou, a musela konstatovat rozhodný úspěch Krále Konfusia u hojného obecenstva.

## Osoby a první obsazení
| osoba | hlasový obor | světová premiéra (24. dubna 1869)           |
| --- | ------------ | ------------------------------------------- |
| Alexibus XXIV. | tenor        | Christian (vl. jm. Christian-Louis Perrin)  |
| Pétaud VIII. | baryton      | Pierre-Eugène Grenier                       |
| Volteface, první rádce                                                                                               | tenor buffo  | Léonce (vl. jm. Édouard-Théodore Nicole)    |
| Zéro, druhý rádce | ...          | Auguste-Philippe Deltombe                   |
| Pitois, třetí rádce                                                                                                  | tenor        | Boulangé                                    |
| Corbillon, čtvrtý rádce                                                                                              | ...          | Schmidt                                     |
| Posel | ...          | Millaux                                     |
| Princ Léo | soprán       | Zulma Bouffar (vl. jm. Magdeleine Boufflar) |
| Princezna Girandole                                                                                                  | mezzosoprán  | Marie Aimée                                 |
| Paní de La Pinchette, dvorní dáma                                                                                    | ...          | Nordmann                                    |
| Mirette | soprán       | Eugénie Martin                              |
| Stella | mezzosoprán  | Marie-Thérèse Gravier                       |
| Slečna de Formerose, dvorní dáma                                                                                     | ...          | Léonie Bénard                               |
| Paní de Bois-Pigeon, dvorní dáma                                                                                     | ...          | Rose Bruyère                                |
| Aglore | soprán       | Bessy                                       |
| Slečna de Belleausoir, dvorní dáma                                                                                   | ...          | Balleu                                      |
| Pétaudovo páže | ...          | Constance (Dejaux)                          |
| Alexibusovo páže | ...          | Alida (Derly)                               |
| Dva rádci (němé role), pánové a dámy u dvora, pážata, stráže, heroldi, poslové, lokajové, dvorní dámy, chůvy, suita. |              |                                             |

## Děj opery

### 1. dějství
(Velký sál v paláci krále Pétauda) Pánové a dámy od dvora přede dveřmi královniny ložnice netrpělivě očekávají narození králova prvního potomka: bude to hoch, nebo děvčátko? Preference jednotlivých dvořanů se shodují s jejich vlastním pohlavím: jen první rádce Volteface, jenž se honosí větrnou korouhvičkou v erbu, se dokáže obratem přizpůsobit jakémukoli výsledku (předehra a č. 1 úvodní sbor Pour le Souverain, notre maître a Voltefaceho kuplet o korouhvičce Savez-vous ce que l'on voit au château de mes ancêtres). Očekávání dvořanů nejsou nezištná – už si rozdělují funkce pro případ narození chlapce a dvorní dámy zase pro případ narození děvčete.
Kdo není přítomen, je sám král Pétaud VIII., který právě válčí se sousedním králem Alexibusem XXIV. Místní noviny přinášejí zprávu o Pétaudově slavném vítězství a provolávají mu slávu (č. 2 sbor Salut au vainqueur des vainqueurs). Jenže vracející se Pétaud musí uvést tiskovou chybu na pravou míru: ve skutečnosti bylo jeho vojsko na hlavu poraženo (č. 3 Pétaudovo vyprávění o bitvě Mes enfants, je perds mon empire). Vítězný Alexibus povolil Pétaudovi, aby byl přítomen narození své ratolesti, ale pak se musí vrátit do zajetí. Alexibus hodlá převzít vládu v říši a Pétaudovi rádci v čele s Voltefacem sbírají důvody a omluvy pro převlečení kabátu.
Tu je slyšet křik novorozeněte a dvorní dámy jásají: je to holčička (č. 4 rondo dvorních dam C'est une fille bien gentile). I Pétaud je nadšen. Ohlašuje se příchod Alexibuse a všichni vzdávají čest tomu, kdo má zjevně být jejich novým pánem (č. 5 pochod a sbor – vstup Alexibuse Honneur à ce foudre de guerre a Alexibusův kuplet J'ai la victoire aimable). Prvním Alexibusovým činem je nařídit, aby se Pétaudova dcera jmenovala Girandole. Vzápětí mu kurýr přinese zprávu, že se Pétaudovo rozprášené vojsko znovu sešikovalo a porazilo Alexibusovy pluky (č. 5 bis vstup kurýrů). Chtěje situace využít dříve, než se novina roznese, tváří se velkoryse a ponechává vládu Pétaudovi za oficiální smlouvou stvrzený slib, že si novorozená princezna vezme jeho nedávno narozeného syna Léa. Sotva se smlouva podepíše, přijde zpráva o vítězství i králi Pétaudovi (repríza č. 5 bis). Dvořané ihned vyhodí Alexibuse z vládcovského trůnu a Pétaud se durdí, že se nechal napálit, ale další kurýr (repríza č. 5 bis) přinese zprávu, že se Alexibusovo rozprášené vojsko znovu sešikovalo a porazilo Pétaudovy pluky… Teď je to Alexibus, kdo se hněvá, že se nechal zavázat smlouvou s poraženým, ale hodlá ji dodržet. Dodává však podmínku: do sedmnácti let, věku určeného ke sňatku, musí být princezna Girandole udržována v naprosté cudnosti, nesmí mít ani tušení o lásce a nikdy ani zahlédnout mladého muže – jinak se Alexibus vrátí a uloží celému Pétaudovu království daně se zpětným výběrem za sedmnáct let. Pétaudovi a jeho dvoru nezbývá než stvrdit tuto podmínku přísahou na hlavu malé princezny, kterou chůvy přinášejí. Přes napjatou situaci zve Pétaud všechny na oslavu Girandolina narození (č. 6 finále Jurons au grand Alexibus se sborem chův C'est la gage de votre amour a zvonkohrou Dig, din, dig, din, don).

### 2. dějství
(Sál Pétaudova paláce se vstupem na terasu) Uplynula smluvená lhůta, princezna Girandole slaví 17. narozeniny pod přísným mravnostním dohledem (mezihra a č. 7 sbor hlídky De la vigilance, de l'intelligence). Nad dodržovaním podmínek bdí především královi rádci, kteří vědí, že Alexibus smlouvy lituje a chětl by ji pod jakoukoli záminkou zmařit.
Právě je na hlídce Zéro, když přes zeď přeskočí Alexibusův syn, princ Léo. Našel v otcově sekretáři podobiznu princezny Girandoly a hned se do ní zamiloval; netají se tím, že ji přišel unést. Zéro sice přijme jeho úplatek za to, že Léa k princezně pustí, ale ještě se jde poradit s Voltefacem, zatímco Léo se připravuje na setkání se svým idolem (č. 8 serenáda Ma mie, ma douce amie). Volteface přispěchá se Zérem a se strážemi, aby vetřelce uvrhl do vězení, ale když zjistí, že se jedná o prince Léa – tedy oficiálního Girandolina snoubence – nechají mu volnou cestu (č. 9 ansámbl o zatčení Halte là, monsieur le chanteur ... Ah! voyez, grâce à notre zèle).
Přichází i král Pétaud; dnes jsou zásnuby, a tak se vyptává rádců, jak princeznu vychovali. Nemusí mít starosti, je z ní pravá husa: Nejen že ji chránili před jakýmkoli pomyšlením na lásku, ale naučili ji zcela jiným slovům (např. místo „cit“ používá „houpačka“) i gestům (např. chytí-li ji někdo vášnivě za ruku, řekne mu přesný čas), ba slovem „polibek“ rozumí „políček“... Girandole je přiváděna a raduje se, že sedmnáctým rokem konečně dosáhla plnoletosti (č. 10 sbor – vstup Girandoly C'esta la belle Girandole a Girandolinin kuplet J'ai dix-sept ans). Při hovoru s dcerou si musí Pétaud vypomáhat zvláštním slovníčkem, ale je spokojen, zvláště když mu Girandole zazpívá, jak jí vadí všichni hezcí a chytří a jak si cení ošklivých a hloupých (č. 11 kuplet L'homme d'esprit parle sans cesse).
Slavnostně vstupuje král Alexibus (č. 12 fanfára a sbor C'est lui! fidèle à sa promesse). Přivádí svého syna, který chce mít zásnuby co nejrchleji za sebou (č. 13 rondo snoubence Je suis un fiancé très pressé). Alexibus ani Léo nemají trpělivost na to, aby se informovali o princeznině zvláštní výchově dříve, než má nastat seznámení obou snoubenců v soukromí (č. 13 bis sbor na odchodnou Le fiancé est très pressé). Rozhovor prince s princeznou proto trpí jedním nedorozuměním za druhým  (č. 14 duet L'oiseau glissant d'une branche sur l'autre ... Impossible de comprendre), a když Léo Girandolu žadoní o polibek... dostane facku jak vyšitou. Jeho otec se rozhněvá a nastává velká diplomatická roztržka. Alexibus konečně uzná, že princezna byla vychována přesně podle jeho přání, ale nyní ať se do tří týdnů všechno zase odnaučí, jinak zásnuby padnou a daně za posledních 17 let se začnou vybírat (č. 15 finále Ah! que ma bouche effleure cette main ... Partons, pour bientôt revenir ... Gifflé! gifflé!).

### 3. dějství
Pod transparenty s hesly oslavujícími lásku dívky a dvorní dámy zpívají princezně Girandole písně, kterými se v ní snaží tento cit vzbudit. Princezna však ničemu nerozumí a nudí se (mezihra a č. 16 vstupní sbor Écoute-nous, belle Princesse a madrigal kuchtíků Le cœur, quand il est tendre). Zkoušejí jí číst romantické příběhy, lechtivé historky, milostné básně, ale vše marno. Král je posílá pryč (č. 16 bis odchod Ah! Princesse), ale jeho vlastní přístup – snaží se Girandole lásku ilustrovat na vztahu mezi ním a královnou – se už teprve nesetká s úspěchem. Pétaud a Volteface si zoufají – s takovou se zdanění nevyhnou. Zapřísahají Girandolu, aby se soustředila a naučila rychle, co je to láska. To by si Girandole sama přála...
V šeru se objeví princ Léo v převlečení za pastýře a jeho hlas ihned zasáhne Girandolino srdce. Vyhýbá se jejímu pohledu, ale zhostí se obtížného úkolu a vysvětlí jí, co je to láska, tak, aby tomu rozuměla (č. 17 scéna Amour, roi tout-puissant, píseň pastýře Paissez mes brébis, dans l'herbe nouvelle a duet Sais-tu qui donne à nos plaisirs). Pak zmizí, ale slíbí jí, že se ještě dnes v noci vrátí, a Girandole mu dává jako zástavu lásky svůj náhrdelník (č. 17 bis scénická hudba).
Vracejí se Pétaud a Alexibus. Girandole jim nadšeně sděluje, že už ví, co je láska, ba chtěla by se hned vdávat – jedině však za onoho pastýře, který má její náhrdelník. A jestli to není princ Léo, nechce ho za žádnou cenu. To rozzuří Alexibuse, který hodlá s konečnou platností vybrat dlužné daně (č. 18 ansámbl o berních Directes et même indirectes). Pétaud se jí snaží domluvit, ale Girandole je přesvědčena, že k ní sestoupil sám Amor v podobě pastýře, a netrpělivě ho očekává (č. 19 kuplet L'amour a gagné la victoire).
Pétaud čelí vyhrůžkám Alexibuse, ale získá od něj odklad do třiceti dvou minut. Pak vymyslí s Voltefacem léčku: ať se rádce převleče za Amora a přesvědčí Girandolu, aby si vzala Léa. Volteface tak učiní a Girandole – která Léovu tvář při předchozím setkání nespatřila – ho zahrnuje láskou, což prvního rádce zcela vyvede z míry. Pétaud a Alexibus je vyruší a odhalí princezně Voltefaceho totožnost; ta je zklamána a falešného Amora odmítá. Zato se svou pastýřskou písní přichází Léo a Girandole se k němu jako ke svému manželovi. Vše se tedy vyřeší ke spokojenosti obou království (č. 20 finále Oui, vous voyez devant vous Léo le berger ... À ma femme on voulait ... C'est l'amour, qui de ses fièvres).

## Nahrávky
- 2008 (rozhlasová nahrávka inscenace Les Brigands, nevydaná) Hrají a zpívají: (král Pétaud VII.) Rodolphe Briand, (Tournebride) Jean-Philippe Catusse, (Alexibus XXIV.) Vincent Beliau, (paní de Formerose) Claire Delgado-Bode, (Zéro) Gille Favrau, (princ Léo) Emmanuelle Goize, (Pitois) François Rouguer, (paní de la Pinchette) Estelle Kaique, (Girandole) Mélody Louledjian, (Corbillion) Xavier Mauconduit, (Volteface) Flannan Obé, (paní de Bois-Pigeon) Marie-Bénédicte Souquet, (paní de Belleausoir) Ainhoa Zuazua-Rubira. Compagnie des Brigands řídí Christophe Grapperon.